# Compás perfecto

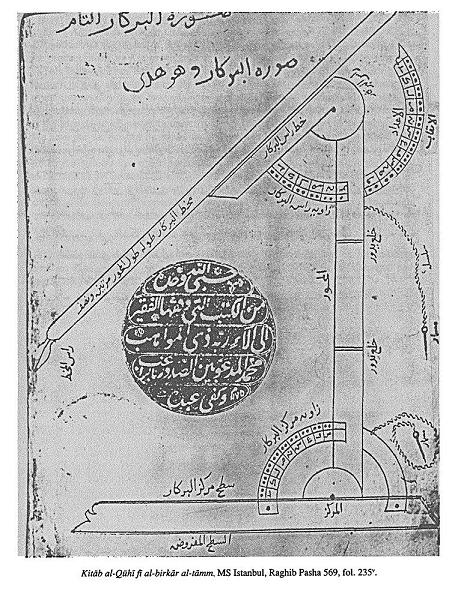
Grabado original de un compás perfecto, por Abū Sahl al-Qūhī

Un compás perfecto (también conocido como compás cónico) es una herramienta de construcción geométrica inventada por Abū Sahl al-Qūhī, un matemático persa del siglo X. Este instrumento permite dibujar secciones cónicas, es decir, las distintas secciones de un cono de revolución generadas por un plano: desde la recta (o más bien, segmento de recta) hasta la circunferencia, pasando por la hipérbola, la parábola y la elipse. Sin embargo, no se han encontrado restos arqueológicos materiales correspondientes a su descripción.

## Descripción
El compás perfecto se parece al compás «clásico»: tiene dos brazos A y B que forman un ángulo β constante entre ellos. La rama A, fijada al soporte, se identifica con el eje del cono y la rama B barre la superficie de revolución del cono alrededor de su eje. El compás perfecto tiene así dos restricciones adicionales: la rama A permanece en un plano perpendicular al plano de trazado y que contiene el eje principal de la cónica y forma con este eje un ángulo constante α y la rama B, que describe la figura geométrica, es telescópica. Cada uno de los ángulos α y β tiene un valor menor o igual a 90° y la naturaleza de las cónicas dependerá de los valores relativos entre estos ángulos.
Por lo tanto, las figuras se dibujan girando el compás perfecto alrededor de la rama A, es decir, alrededor del eje del cono, lo que hace que el extremo de la rama B describa:
- Una circunferencia si α=90° y 0<β<90°
- Una elipse si 0<α<90° y β<α
- Una porción de parábola si 0<α<90° y β=α
- Una porción de una rama de hipérbola si 0<α<90° y β>α
- Un segmento de recta si 0<α<90° y β=90°

Es evidente que si α=β=90°, el compás perfecto no podrá trazar figura alguna.

## Construcciones
|  |  |  |  |